# Patrick Osoinik
Patrick Osoinik (* 29. Jänner 1985) ist ein österreichischer Fußballspieler auf der Position eines Abwehrspielers, der seit 2014 auch als Fußballtrainer im Nachwuchsbereich in Erscheinung tritt.

## Vereinskarriere
Osoinik begann seine Karriere im Nachwuchs des FK Austria Wien. Seine nächsten Stationen waren der First Vienna FC, der Favoritner FC, der FC Stadlau, aber auch der VfB Admira Wacker Mödling und das BNZ Südstadt. Von der Admira wurde er auch mit seinem ersten Profivertrag ausgestattet. Nach Spielen bei den Amateuren der Admira kam er 2003 in die erste Kampfmannschaft. Nach drei Jahren bei der Admira wechselte er 2006 zur Kapfenberger SV, mit der er 2007/08 in die höchste österreichische Spielklasse aufstieg. Nach zwei weiteren Spielzeiten in der Bundesliga wechselte er, nachdem der Vertrag in Kapfenberg ausgelaufen war, zum Zweitligisten First Vienna FC.
Nach dem Klassenerhalt mit der Vienna wechselte Osoinik für die Saison 2011/2012 zum Regionalligisten SV Horn, mit dem ihm der Aufstieg in die Erste Liga gelang. Nach eineinhalb Jahren in Horn ließ er seine Karriere im unterklassigen österreichischen Fußball ausklingen und begann nebenbei eine Karriere als Fußballtrainer im Nachwuchsbereich.

## Nationalmannschaftskarriere
Osoinik kam beinahe in allen österreichischen Nachwuchsnationalmannschaften (außer U-16) zum Einsatz. Insgesamt kam er hierbei auf 42 Teameinsätze.